# Krimson
Krimson is een fictieve misdadiger uit de stripreeks Suske en Wiske. Hij is oorspronkelijk bedacht door Willy Vandersteen, die hem zelf echter maar in een paar verhalen liet optreden. Later is het personage veelvuldig hergebruikt in de verhalen door Vandersteens opvolgers.
Het personage debuteerde in 1962, in het verhaal Het rijmende paard. Van alle antagonisten in de serie komt Krimson hierna het vaakst terug in de verhalen. 
Krimson speelt ook een belangrijke rol in de spin-offreeksen Jerom, Amoras en De Kronieken van Amoras.

## Oorsprong
Vandersteen zou het personage Krimson hebben gebaseerd op een man genaamd Henri Vinoelst, die vaak in zijn dochters' manege langskwam. Nadat er een klacht wegens smaad tegen Vandersteen was ingediend, moest hij de karikatuur echter enigszins afzwakken en meer stileren.

## Verhaallijnen
Krimsons ultieme doelstelling is de volledige controle over de mensheid. Hij kan daarbij een beroep doen op een wereldwijd vertakte misdaadorganisatie. Ook gaat hij hiervoor wel eens de ruimte in, waarbij hij gebruik maakt van ruimtestations en satellieten die hij zelf heeft gebouwd. Hiermee kan hij dan boodschappen over de hele wereld versturen en zelfs pogingen doen om de aarde te vernietigen. Maar desondanks lukt het uiteraard nooit. 
Ook heeft hij meerdere handlangers, die echter meestal zeer onhandig zijn en alles alleen in de soep laten lopen. Desondanks lukt het de politie niet vaak om Krimson en zijn handlangers op te pakken. Als Krimson wel gepakt wordt, weet hij meestal ook snel weer te ontsnappen. Krimson werkt daarnaast af en toe samen met andere vaker terugkerende antagonisten in de verhalen, zoals professor Rosarius, Savantas en de Zwarte Madam.
Krimson weet steeds uit handen te blijven van het gezag dankzij zijn criminele netwerk. Hij is dol op luxe en het daarmee pronken.  Krimson deinst er niet voor terug om over lijken te gaan om zijn zin te krijgen. 
Hij werkt niet altijd  voor zichzelf; zijn opdrachtgevers komen meestal niet duidelijk in beeld. Krimson zit in veel gevallen achter een beeldscherm en houdt de zaken vanop afstand in de gaten, vaak vermomd.

### Krimsons jeugd
In De bloedbroeder, een verhaal uit 2013 van Peter Van Gucht – dat buiten de Vierkleurenreeks is uitgebracht – wordt duidelijk dat Dievegem de geboorteplaats van Krimson is.
Als kleine jongen wilde hij een held worden. Zijn vader vond hem echter een nietsnut, zelfs nadat Krimson zijn dokterstitel had behaald. Krimson gebruikte zijn intellect en talent vervolgens om zich te ontpoppen tot een grote slechterik.

### Karakter
Krimson onderscheidt zich volgens stripanalisten van de meeste andere antagonisten in de serie doordat hij, naast zijn totaal verdorven inborst, ook een aantal juist zeer menselijke karaktertrekken heeft, die bij de meeste andere schurken in de serie ontbreken of veel minder duidelijk zijn. Dit zou hem al met al tot de meest fascinerende – en daardoor bij de lezers meest geliefde – slechterik uit de hele serie maken.
Zo nu en dan heeft Krimson zijn emoties niet meer onder controle, waarna zijn butler Achiel hem pillen moet toedienen. In Team Krimson blijkt dat Achiel ooit als verpleger werkte in een psychiatrische instelling waar Krimson als jongen was opgenomen voor zijn hysterie en zenuwinzinkingen.

### Overige kenmerken
Krimson draagt meestal chique kleding, die aan een gentleman doen denken. Hij laat zich meestal rijden door zijn butler of andere volgelingen. In veel verhalen woont hij in een mooi landhuis. Ook heeft hij vaak de beschikking over helikopters en andere hightechapparatuur.
Hij heeft soms een wandelstok (gevuld met slaapgas). Hij draagt een geitensik.
Hij draagt soms ook een glimmende zwarte hoge hoed. Zijn zwarte haren zijn meestal strak en netjes gekamd, er zit een streepje wit bij zijn slapen. 
Krimson is een meester in vermommingen, en heeft dan ook vele bijnamen die bij dat uiterlijk passen.

## Naam
Crimson is het Engelse woord voor karmozijn, een donkerrood kleurpigment.
Krimson noemt zichzelf graag "Dr. Krimson". 

## In de verhalen

### Suske en Wiske
In Het rijmende paard hebben Suske en Wiske een eerste ontmoeting met Krimson en diens handlangers op de Kalmthoutse heide, waar meer verhalen uit de serie zich afspelen. Krimson verdwijnt aan het eind van dit verhaal in zee bij het eiland Sint-Maarten, maar in De sissende sampan (1963)  blijkt dat hij is gered. Hij bouwt nu een crimineel netwerk op, maar zijn plannen mislukken ook hier.
In Het zoemende ei (1964) verschijnt Krimson voor de derde maal. Hij ontsnapt uit de gevangenis en belandt in een jungle. Krimson weet met zijn handlangers al roeiend te ontsnappen uit de handen van Suske en Wiske. Hij bouwt dan binnen niet al te lange tijd een nieuw imperium op, met bijvoorbeeld drugshandel probeert hij rijk te worden.

#### Verhalenoverzicht
- Het rijmende paard (1963) - Krimson wil goederen over de grens van België en Nederland smokkelen en wil hiervoor het rijmende paard gebruiken.
- De sissende sampan (1963) - Krimson (hier als "het Masker") heeft nu zijn imperium opgebouwd nabij Hongkong. Hij gebruikt kinderen van de arme bevolking als slaaf op zijn papavervelden en probeert westerse hulp tegen te houden.
- Het zoemende ei (1964) - Krimson (hier als "de Spin") probeert te verhinderen dat een buitenaardse robot vrede op aarde zal brengen, aangezien hij dan geen geld meer kan verdienen met zijn wapenhandel.
- De malle mergpijp (1973) - Krimson wil in de prehistorie met een magische mergpijp een leger tot leven toveren.
- De minilotten van Kokonera (1976) - Krimson wil de gouden bloemen van de planeet Kokonera stelen.
- De gouden locomotief (1976) - Krimson probeert een gouden locomotief te vinden in het Wilde Westen.
- De Efteling-elfjes (1977) - Krimson wil de diamant van de maangodin van de Indische waterlelies, die is in het Sprookjesbos in de Efteling neergekomen.
- Het laatste dwaallicht (1979) - Krimson probeert de schat van Oberon uit de grot van de dwaallichtjes te stelen.
- De regenboogprinses (1981) - Krimson heeft zijn zinnen nu gezet op de schat van de Regenboogprinses. Hij zoekt het Regenboogeiland in het Caribisch gebied.
- Sprookjesnacht aan zee (1983; niet in de reguliere reeks uitgebracht) - Krimson leest over de legende van gouden eieren en zandmannetjes in het Zwin en gaat hiernaar op zoek.
- Amoris van Amoras (1984) - Krimson ziet dat er geld te verdienen valt met het bouwen van enorme flatgebouwen op Amoras en wordt projectontwikkelaar.
- Het Natuurcommando (1984) - Krimson heeft een illegale stort op de heide geopend waar hij veel geld ontvangt voor het dumpen van industrieel afval.
- De kwaaie kwieten (1986) - Krimson (hier als "het Brein") wil de macht over de communicatiesatellieten van de wereld, maar door zijn toedoen ontstaat een buitenaardse dreiging.
- Tegen de ZZZ (1986) - Krimson laat zeesterren een dijk weggraven, zodat het land dat niet overstromen zal onbetaalbaar zal worden.
- Sony-San (1986) - Krimson wil de geheimen van de Sony-fabriek in Japan bemachtigen in het toekomstige jaar 2001.
- De Krimson-crisis (1988) - Krimson heeft de macht over heel België gegrepen en er breekt een opstand uit tijdens zijn dictatuur.
- De gouden friet (1990) - de vrienden ontdekken dat Krimson "de gouden friet" wil hebben.
- Tazuur en Tazijn (1991)
- Spruiten voor Sprotje (1991) - Krimson wil een formule voor een soort zeepsop van Don Rondello, die eerder weigerde een mosterdgas van curry-ketchup en tartaar te maken, bemachtigen.
- De 7 schaken (1994) - Als kleine jongen probeert Krimson schippers geld afhandig te maken in Antwerpen, in samenwerking met de reus Druon Antigoon.
- De begeerde berg (1995) - Krimson koopt de op een na hoogste berg van de Alpen. De Mont Blanc was niet te koop, daarom wil hij de top van deze berg afblazen zodat hij alsnog de hoogste berg bezit.
- De hamer van Thor (1995) - Krimson wil de hamer van Thor, Mjöllnir, in handen krijgen.
- Het enge eiland (1999) - Krimson (als "de Meester") wil Europa en regeringen overal ter wereld dwingen aan zijn eisen (zoals zijn beeltenis op de euro) te voldoen, anders zal hij door middel van de Millenniumbug de computersystemen van kerncentrales ontregelen.
- De ongelooflijke Thomas (2000) - Krimson wil de micro-energetica van kinderen gebruiken om rijke ouderen te verjongen in zijn verjongingskliniek Krimsopital in het jaar 2020.
- De verdwenen verteller (2002) - Krimson wil de auteursrechten van de Suske en Wiske-stripalbums zelf in handen krijgen.
- Kaapse kaalkoppen (2004) - Krimson (als "Rood") werkt voor een serie wapenfabrikanten en wil een serum vernietigen wat ervoor kan zorgen dat mensen niet meer bang zijn voor mensen "die anders zijn".
- De kaduke klonen (2005) - Krimson (als meneer Smirnok) wil met behulp van het fotokloneerapparaat de wereldmacht grijpen, zijn willoze klonen helpen hem hierbij.
- Geschiedenis in strip (2005) - Krimson herinnert zich weer zijn eerdere rollen in Het rijmende paard en De begeerde berg, en besluit dat hij nu voor eens en voor altijd wil afrekenen met de vrienden.
- Krimson break Krimson (als K1) wordt met Lambik geflitst naar de staatsgevangenis van Arizona in 1890 en gaat op zoek naar een diamant.
- De pronte professor (2006) - Krimson probeert een DNA-scanner en de ontwerper van dit apparaat, professor Vanduren, in handen te krijgen.
- Het machtige monument (2008) - Krimson (als professor Mohlekuhl) wil met behulp van een straalvliegtuig waarin een atoompers is ingebouwd superrijk worden, door het wapen te verkopen aan alle grootmachten van de wereld.
- De bosbollebozen (2008) - Krimson wil het supersap, om bomen te laten groeien, van professor Bast bemachtigen.
- Het lijdende Leiden (2011) - Krimson speelt een kleine bijrol in dit verhaal als Spaanse infiltrant (Don Crimsonos de Patatfritez / Mordicus).
- Krimsonia (2012) - Krimson geeft Sidonia een middel waardoor ze slecht wordt. Wanneer zijn plannetje in het honderd loopt, moet hij Suske en Wiske inschakelen.
- De bloedbroeder (2013; niet in de reguliere reeks verschenen) - Krimson brengt vampier Graaf d’Hemoglobine weer tot leven om deze te bestrijden, om op die manier van zijn depressie af te komen.
- De zwarte tulp (2014) - Krimson wordt helemaal goed door een serum van een witte tulp, waarna de vrienden op zoek gaan naar een zwarte tulp om zijn leven te redden
- De beestige brug (2015)- Krimson (als kraai) probeert de Mobielen en Capreolus tegen elkaar op te zetten.
- Sooi en Sientje (2015) - Als de Zwarte Madam probeert om Krimson door Sooi en Sientje te laten vernietigen met behulp van het magische gom van Willy Vandersteen, gebruikt hij dit zelf en probeert hiermee Suske, Wiske en Lambik weg te vegen.
- De spitse bergen (2015) - Krimson wil een gas verspreiden dat alle planten ter wereld vernietigd om daarna rijk te worden door het verkopen van de zaden die opgeslagen liggen in de Svalbard Doomsday Vault.
- De verwoede verzamelaar (2015) - Krimson, die zijn leven nu heeft gebeterd en bij de belastingdienst werkt, wordt gechanteerd en zo gedwongen Sidonia te ontvoeren voor een rijke filmverzamelaar.
- Het naderende noodlot (2015) - Crimsonodactyl probeert alle voedselvoorraden te krijgen door ze te vertellen dat er een vuurdraak is.
- De groffe grapjas (2015) - Krimson stuurt Alex Agnew op Suske en Wiske af om hun vertrouwen te winnen.
- Game of Drones (2016) - Krimson gebruikt de techniek van Vitamitje om een drone te bouwen; de Stunt is een op afstand bestuurde oorlogsmachine.
- De irritante imitator (2016) - Krimson ziet op tv dat hij wordt geïmiteerd.
- De charmante chirurg (2016) - Krimson is gezakt naar de 124ste plaats in de Crime-500 en wil met een spionagecomputerprogramma naar nummer 1, hiervoor besluit hij zijn gevreesde vijanden te veranderen.
- De grandioze gitaar (2016) - Krimson (als K) wil de wereld overheersen met een gitaar, hij wil de macht net zoals popsterren als goden worden aanbeden.
- De schaal van moraal (2016) - Krimson is op zoek naar de schaal van moraal en wordt daarbij geholpen door Zwarte Madam.
- Het Monamysterie (2017) - Krimson reist naar het verleden om de Mona Lisa te stelen en te vervangen door een vervalsing.
- Team Krimson (2020) - Er wordt eindelijk nog meer bekend over het verleden van Krimson, als hij zijn moeder na lange tijd weer ziet.
- De naamloze 9 (2021) - Krimson wil met een speciale machine een eigen versie van de Aarde creëren, waarover hij zelf kan heersen. Hij probeert de oorspronkelijke Aarde te vernietigen door deze op te warmen.
- De anonieme alchemist (2025) - Krimson probeert gravures van Pieter Bruegel de Oude in handen te krijgen.

### Jerom
Ook in de Jerom, een spin-off van de hoofdreeks van Suske en Wiske, is Krimson een van de terugkerende slechteriken. In De vreemde verzameling ontvoert hij professor Barabas en tante Sidonia. Hij blijkt zich soms terug te trekken in een vallei op een ver eiland. Met behulp van een uitvinding van professor Barabas heeft hij beroemde monumenten gestolen om de vallei mooier te maken. In De schattenjagers heeft Krimson het voorzien op een schip dat geld vervoert dat ingezameld is om onderontwikkelde landen te helpen.

### Amoras
In de stripreeks Amoras heeft Krimson een imperium opgebouwd op Amoras. Ook heeft hij de teletijdmachine van professor Barabas laten scannen en printen. Het derde deel uit de reeks is naar hem vernoemd. In het vijfde deel, Wiske, blijkt dat Achiel anders is dan hij lijkt en dat Krimson slechts een marionet is van de Academie.

### De Kronieken van Amoras
In deel 1 van de spin-offreeks De Kronieken van Amoras, De zaak Krimson, wordt duidelijk dat Lambik en Krimson elkaar al hadden ontmoet voorafgaand aan de gebeurtenissen in Het rijmende paard. Ze logeerden beiden in hotel De La Tour in Piscine-les-Bains. Professor Barabas wil achterhalen waarom Krimson ooit een slecht mens is geworden, in de hoop met behulp van deze kennis Krimsons werdegang tot slechterik te kunnen omkeren. In deel 2 blijkt ook dat dokter Krimson de vrouw van de hotelier hielp toen hij doorkreeg dat ze aan loodvergiftiging leed. Lambik en hij strijden beiden om de gunst van Léonie, die in het hotel werkt.
In deel 3 wordt bekend dat Krimson ontdekte dat Lambik per toeval een nazischat had gevonden in Piscine-les-Bains. Krimson werd door Lambik neergeslagen en bleef bewusteloos liggen. Professor Barabas had zichzelf naar het verleden geflitst en ontdekte dat Krimson waarschijnlijk epilepsie heeft. Door toedoen van professor Barabas werd Krimson ontdekt door twee misdadigers en door hen neergeschoten. Professor Barabas beseft dat dit niet was gebeurd als hij niet door de tijd was gereisd en hij besluit Krimson dan mee te nemen naar de toekomst. Daar wordt Krimson geopereerd aan zijn verwondingen, zodat hij blijft leven.
Professor Barabas weet niet dat professor Waref Azmeh, een expert in kunstmatige intelligentie, naast de levensreddende handelingen ook wat anders heeft gedaan tijdens de operatie; Krimson zal voortaan zijn marionet zijn. De operatie kan ongewenste verschijnselen veroorzaken bij personen met schizofrenie. Professor Barabas weet dat schizofrenie vaak samengaat met epilepsie en vreest het ergste. Het karakter van Krimson verandert inderdaad en hij besluit de grootste crimineel ter aarde te worden.
Professor Barabas brengt Krimson terug naar het verleden en beseft dat hij onbedoeld een grote rol speelt in de criminalisering van Krimson. Krimson koopt het kerkhof van Piscine-les-Bains en maakt plannen voor de toekomst. Lambik en professor Barabas besluiten niemand iets te vertellen over de gebeurtenissen in Piscine-les-Bains.
Krimson blijkt een trein vol kunstschatten te hebben gevonden onder het kerkhof, zo vertelt hij vanuit zijn huis op Amoras.

### Televisieserie
Het personage Krimson verscheen ook in de poppenfilms van Wies Andersen. De stem werd ingesproken door Wim Wama.
Vergeleken met de stripverhalen, waar hij voor alles een gewiekste schurk is die alleen zijn emoties niet altijd onder controle heeft, komt Krimson in de televisieserie wat stunteliger over. In de poppenserie heeft hij ook een rol in de afleveringen van het verhaal De windbrekers. In de stripversie van dit verhaal is hij door een ander personage vervangen.

### Kaartspel
In het Suske en Wiske-kaartspel dat is vernoemd naar De kaartendans (1962), vervult Krimson, verkleed als nar, de rol van de joker. Krimson doet echter niet mee in het oorspronkelijke verhaal De kaartendans; hij kwam toen nog niet voor in de serie.

### Krimson-special inDe perfecte podcast

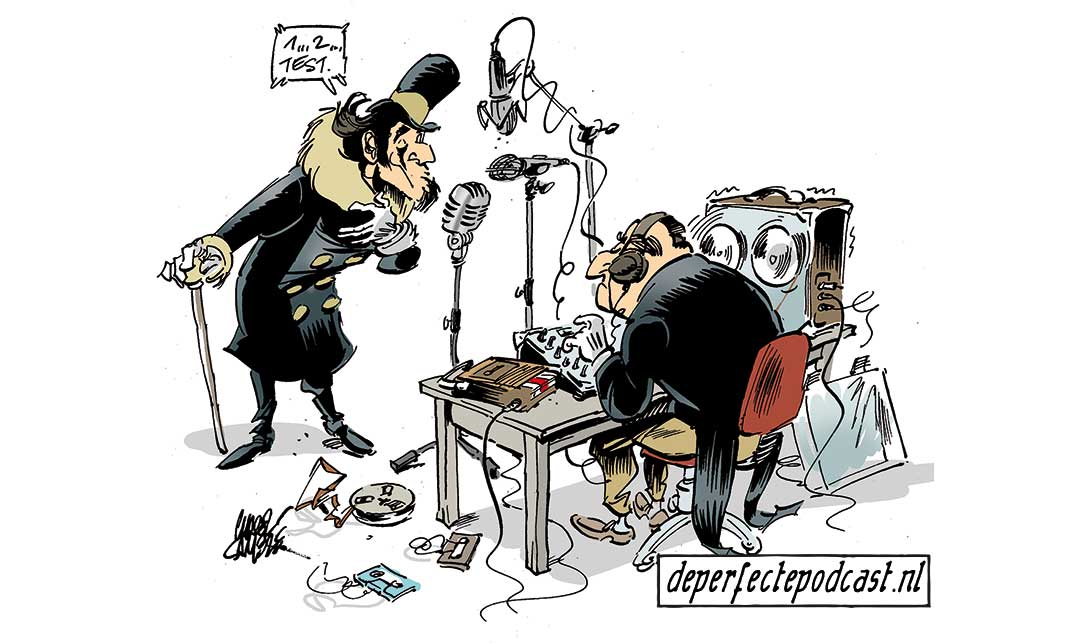
Karikaturale tekening van Krimson in De perfecte podcast

Scenarist Marc Legendre en Amoras-tekenaar Charel Cambré werkten in 2020 samen met De perfecte podcast voor een reeks mini-hoorspelen rondom Krimson. Daarin werd meer achtergrondinformatie gegeven omtrent Krimsons verleden. De stemacteur in de tien delen was Ivan Pecnik.